# 後鰭盲副鰍
後鰭盲副鰍（學名：Paracobitis posterodorsalus），為輻鰭魚綱鯉形目條鰍科副鰍屬的其中一種。分布於亞洲中國廣西壯族自治區南丹縣洞穴流域，體長可達5.3公分，棲息在洞穴底層水域，生活習性不明。

## 扩展阅读
維基物種上的相關：後鰭盲副鰍